# Terelabrus
Terelabrus  es un género de peces de la familia de los Labridae y del orden de los Perciformes.

## Especies
De acuerdo con FishBase:
- Terelabrus rubrovittatus Randall y Fourmanoir, 1998[3]